# کورت‌ها
کورِت‌ها (یونانی باستان: Κουρῆτες؛ به انگلیسی: Curetes) در اساطیر و ادبیات حماسی یونان افرادی افسانه‌ای بودند که در نزاع بر سر گراز کالیدونیان شرکت داشتند. استرابون اشاره می‌کند که به کورِت‌ها هویت‌ها و خاستگاه‌های متعددی مانند آکارنانیایی، آتولیایی، اهل کرت، یا اهل ائوبویا نسبت داده شده بود. با این حال، او هویت کورت‌ها را روشن کرد و آن‌ها را آتولیایی در نظر گرفت. دیونوسیوس هالیکارناسی از کورت‌ها با عنوان نام قدیمی آیتولی‌ها یاد کرده است.